# Dream (minialbum Seventeen)
Dream – trzeci japoński minialbum południowokoreańskiej grupy Seventeen, wydany 9 listopada 2022 roku przez Hybe Labels Japan. Płytę promował singel „Dream”.

## Lista utworów
| CD | CD                              | CD                                                                                      | CD                                                                 | CD                                | CD      |
| Nr | Tytuł utworu                    | Tekst                                                                                   | Kompozycja                                                         | Aranżacja                         | Długość |
| -- | ------------------------------- | --------------------------------------------------------------------------------------- | ------------------------------------------------------------------ | --------------------------------- | ------- |
| 1. | „Dream”                         | Woozi, Bumzu, Lee Beom-hun (Prismfilter)                                                | Woozi, Bumzu, Lee Beom-hun (Prismfilter)                           | Bumzu, Lee Beom-hun (Prismfilter) | 3:05    |
| 2. | „Rock with You” (Japanese ver.) | Woozi, Bumzu, Vernon, Joshua, Kim In-hyun, Jordan Witzigreuter, Cameron Walker, Tim Tan | Woozi, Bumzu, Josh McClelland, Matt Terry, Witzigreuter, WalkerTan |                                   | 3:00    |
| 3. | „All My Love” (Japanese ver.)   | Woozi, Bumzu, Seungkwan, Vernon                                                         | Woozi, Bumzu, Park Ki-tae (Prismfilter)                            | Bumzu, Park Ki-tae (Prismfilter)  | 3:21    |
| 4. | „Darling” (Japanese ver.)       | Woozi, Bumzu, Shannon                                                                   | Woozi, Bumzu, Hwang Hyun (MonoTree)                                | Bumzu, Hwang                      | 2:56    |

## Notowania
| Lista                             | Pozycja |
| --------------------------------- | ------- |
| Oricon Weekly Album Chart         | 1       |
| Japanese Combined Albums (Oricon) | 1       |
| Billboard Japan Hot Albums        | 1       |

## Sprzedaż
| Kraj    | Sprzedaż |
| ------- | -------- |
| Japonia | 755 476+ |